# Chico Slimani

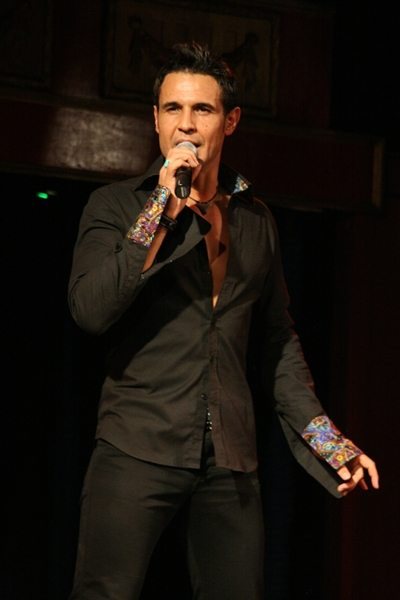
Chico Slimani

Yousseph „Chico“ Slimani (* 1971) ist ein britischer Sänger marokkanischer Abstammung. Er wurde Ende 2005 in seinem Heimatland durch die Castingshow The X Factor bekannt.

## Leben und Wirken
Slimani wurde in Wales geboren. Kurz nach seiner Geburt kehrte seine Familie nach Marokko zurück. Dort wuchs er als Ziegenhirte auf. Im Alter von 14 Jahren siedelte er wieder nach Großbritannien über und ließ sich in Crawley (West Sussex) nieder. In den Folgejahren schlug er sich mit verschiedenen Jobs durch. Unter anderem arbeitete er als Friseur, Elektriker und Stripper. Schließlich schloss er sich der Tanzformation Extreme Force an.
2005 bewarb er sich als Kandidat für die Castingshow The X Factor des britischen Fernsehsenders ITV. Während der Show war die Musikmanagerin Sharon Osbourne Slimanis Mentorin. Dank seines ausgeprägten Talents für choreografische Einlagen, stieg er schnell zu einem der Favoriten der Jury und des Publikums auf. Dennoch verfehlte Slimani das Finale der Sendung, als er in der vorletzten Show abgewählt wurde.
Die Welle seiner Popularität nutzte er zur Aufnahme einer Single. It’s Chico Time kam Ende Februar 2006 auf den Markt und erreichte auf Anhieb die Spitze der britischen Charts.
2012 nahm er an der siebten Staffel der Eiskunstlaufshow Dancing on Ice teil und erreichte den dritten Platz.

## Diskografie

### Singles
- 2006: It’s Chico Time